# Костинбродска река
Беличка река, Белица или Костинбродска е река в България, област Перник – община Перник и Софийска област – общини Божурище и Костинброд, десен приток на река Блато от басейна на река Искър. Дължината ѝ е 32 km.
Костинбродска река извира от югоизточната част на планината Вискяр на 1024 m н.в., на 1,7 km югоизточно от село Бабица под името Крайна. Тече на североизток, на 1 km преди село Златуша приема отдясно Радуйска река, а в селото отляво в нея се влива Делянска река, като двете дават началото на Костинбродска река (Беличка река, Белица). След село Златуша тече в дълбока залесена долина, като заобикаля от запад и север височината Орлов камък и при кв. „Белица“ на село Хераково навлиза в Софийското поле. Влива се отдясно в река Блато (от басейна на Искър) на 530 m н.в, на 640 m югоизточно от крайните къщи на град Костинброд.
Площта на водосборния басейн на реката е 104 km2, което представлява 13,4% от водосборния басейн на река Блато.
Основни притоци: Радуйска река (десен), Делянска река (десен), Росоманска река (десен), Хераковска река (десен).
По течението на реката са разположени 1 град и 2 села:
- Община Божурище – Златуша и Хераково;
- Община Костинброд – град Костинброд.

В Софийското поле водите на реката се използват главно за напояване.
По почти цялото протежение на долината на реката преминава трасето на жп линията Перник – Волуяк.

## Топографска карта
- Лист от карта K-34-46. Мащаб: 1 : 100 000.
- Лист от карта K-34-47. Мащаб: 1 : 100 000.